# Emakumeen Euskal Bira 2019
La 32.ª edición de la Emakumeen Euskal Bira (también conocida como la Vuelta al País Vasco Femenina) se celebró en España entre el 22 y el 25 de mayo de 2019 con inicio en la ciudad de Yurreta y final en la ciudad de Oñate. El recorrido constó de un total de 4 etapas sobre una distancia total de 465,2 km.
La carrera formó parte del UCI WorldTour Femenino 2019 como competencia de categoría 2.WWT del calendario ciclístico de máximo nivel mundial siendo la decimosegunda carrera de dicho circuito y fue ganada por la ciclista italiana Elisa Longo Borghini del equipo Trek-Segafredo. El podio lo completaron la ciclista australiana Amanda Spratt del equipo Mitchelton-Scott y la ciclista italiana Soraya Paladin del equipo Alé Cipollini.

## Equipos participantes
Tomaron parte en la carrera un total de 18 equipos invitados por la organización, todos ellos de categoría UCI Team Femenino, quienes conformaron un pelotón de 103 ciclistas de las cuales terminaron 66.
| Equipos femeninos (18)- Alé Cipollini - BePink - Biehler Pro Cycling - Bigla - Bizkaia-Durango - Boels Dolmans - BTC City Ljubljana - Canyon-SRAM Racing - FDJ-Nouvelle Aquitaine-Futuroscope - Massi Tactic - Mitchelton-Scott - Movistar Team - Servetto-Piumate-Beltrami TSA - Sopela - Virtu Cycling Women - Trek-Segafredo - Valcar Cylance - WNT-Rotor Pro Cycling |
| |

## Etapas
| Etapa     | Fecha     | Recorrido                              | type             | Distancia (km) | Ganador              | Líder                |
| --------- | --------- | -------------------------------------- | ---------------- | -------------- | -------------------- | -------------------- |
| 1.ª etapa | 22 de may | Yurreta – Yurreta                      | etapa escarpada  | 101            | Jolien D'Hoore       | Jolien D'Hoore       |
| 2.ª etapa | 23 de may | Aduna – Aduna                          | etapa de montaña | 110,8          | Amanda Spratt        | Amanda Spratt        |
| 3.ª etapa | 24 de may | Amézaga de Zuya – San Vicente de Arana | etapa de montaña | 97,6           | Tayler Wiles         | Amanda Spratt        |
| 4.ª etapa | 25 de may | Oñate – Oñate                          | etapa de montaña | 155,8          | Elisa Longo Borghini | Elisa Longo Borghini |

## Desarrollo de la carrera

### 1.ª etapa
| Yurreta - Yurreta | etapa escarpada | (101 km) |

| \| Clasificación de la etapa \| Clasificación de la etapa \| Clasificación de la etapa \| Clasificación de la etapa \| Clasificación de la etapa \| \| Ciclista \| Ciclista \| Equipo \| Tiempo \| \| \| ------------------------- \| ------------------------- \| ------------------------- \| ------------------------- \| ------------------------- \| \| 1.ª \| Jolien D'Hoore \| Boels Dolmans \| 2 h 33 min 20 s \| \| \| 2.ª \| Sofia Bertizzolo \| Virtu Cycling Women \| + 0 s \| \| \| 3.ª \| Gracie Elvin \| Mitchelton-Scott \| + 0 s \| \| \| 4.ª \| Sheyla Gutiérrez \| Movistar Team \| + 0 s \| \| \| 5.ª \| Anna Trevisi \| Alé Cipollini \| + 0 s \| \| \| 6.ª \| Elena Cecchini \| Canyon-SRAM Racing \| + 0 s \| \| \| 7.ª \| Ilaria Sanguineti \| Valcar Cylance \| + 0 s \| \| \| 8.ª \| Elisa Longo Borghini \| Trek-Segafredo \| + 0 s \| \| \| 9.ª \| Tatiana Guderzo \| Bepink \| + 0 s \| \| \| 10.ª \| Sandra Alonso \| Bizkaia-Durango \| + 0 s \| \| |                      |                     |                 |
| |                      |                     |                 |
| |                      |                     |                 |
| Clasificación de la etapa |                      |                     |                 |
| Ciclista | Ciclista             | Equipo              | Tiempo          |
| 1.ª | Jolien D'Hoore       | Boels Dolmans       | 2 h 33 min 20 s |
| 2.ª | Sofia Bertizzolo     | Virtu Cycling Women | + 0 s           |
| 3.ª | Gracie Elvin         | Mitchelton-Scott    | + 0 s           |
| 4.ª | Sheyla Gutiérrez     | Movistar Team       | + 0 s           |
| 5.ª | Anna Trevisi         | Alé Cipollini       | + 0 s           |
| 6.ª | Elena Cecchini       | Canyon-SRAM Racing  | + 0 s           |
| 7.ª | Ilaria Sanguineti    | Valcar Cylance      | + 0 s           |
| 8.ª | Elisa Longo Borghini | Trek-Segafredo      | + 0 s           |
| 9.ª | Tatiana Guderzo      | Bepink              | + 0 s           |
| 10.ª | Sandra Alonso        | Bizkaia-Durango     | + 0 s           |

| \| Clasificación general \| Clasificación general \| Clasificación general \| Clasificación general \| Clasificación general \| \| Ciclista \| Ciclista \| Equipo \| Tiempo \| \| \| --------------------- \| --------------------- \| --------------------- \| --------------------- \| --------------------- \| \| 1.ª \| Jolien D'Hoore \| Boels Dolmans \| 2 h 33 min 10 s \| \| \| 2.ª \| Sofia Bertizzolo \| Virtu Cycling Women \| + 2 s \| \| \| 3.ª \| Amanda Spratt \| Mitchelton-Scott \| + 4 s \| \| \| 4.ª \| Gracie Elvin \| Mitchelton-Scott \| + 6 s \| \| \| 5.ª \| Ane Santesteban \| WNT-Rotor Pro Cycling \| + 8 s \| \| \| 6.ª \| Annemiek van Vleuten \| Mitchelton-Scott \| + 8 s \| \| \| 7.ª \| Sheyla Gutiérrez \| Movistar Team \| + 10 s \| \| \| 8.ª \| Anna Trevisi \| Alé Cipollini \| + 10 s \| \| \| 9.ª \| Elena Cecchini \| Canyon-SRAM Racing \| + 10 s \| \| \| 10.ª \| Ilaria Sanguineti \| Valcar Cylance \| + 10 s \| \| |                      |                       |                 |
| |                      |                       |                 |
| |                      |                       |                 |
| Clasificación general |                      |                       |                 |
| Ciclista | Ciclista             | Equipo                | Tiempo          |
| 1.ª | Jolien D'Hoore       | Boels Dolmans         | 2 h 33 min 10 s |
| 2.ª | Sofia Bertizzolo     | Virtu Cycling Women   | + 2 s           |
| 3.ª | Amanda Spratt        | Mitchelton-Scott      | + 4 s           |
| 4.ª | Gracie Elvin         | Mitchelton-Scott      | + 6 s           |
| 5.ª | Ane Santesteban      | WNT-Rotor Pro Cycling | + 8 s           |
| 6.ª | Annemiek van Vleuten | Mitchelton-Scott      | + 8 s           |
| 7.ª | Sheyla Gutiérrez     | Movistar Team         | + 10 s          |
| 8.ª | Anna Trevisi         | Alé Cipollini         | + 10 s          |
| 9.ª | Elena Cecchini       | Canyon-SRAM Racing    | + 10 s          |
| 10.ª | Ilaria Sanguineti    | Valcar Cylance        | + 10 s          |

### 2.ª etapa
| Aduna - Aduna | etapa de montaña | (110,8 km) |

| \| Clasificación de la etapa \| Clasificación de la etapa \| Clasificación de la etapa \| Clasificación de la etapa \| Clasificación de la etapa \| \| Ciclista \| Ciclista \| Equipo \| Tiempo \| \| \| ------------------------- \| ------------------------- \| ---------------------------------- \| ------------------------- \| ------------------------- \| \| 1.ª \| Amanda Spratt \| Mitchelton-Scott \| 2 h 59 min 24 s \| \| \| 2.ª \| Soraya Paladin \| Alé Cipollini \| + 0 s \| \| \| 3.ª \| Mavi García \| Movistar Team \| + 0 s \| \| \| 4.ª \| Amy Pieters \| Boels Dolmans \| + 3 s \| \| \| 5.ª \| Elisa Longo Borghini \| Trek-Segafredo \| + 8 s \| \| \| 6.ª \| Annemiek van Vleuten \| Mitchelton-Scott \| + 8 s \| \| \| 7.ª \| Rachel Neylan \| Virtu Cycling Women \| + 10 s \| \| \| 8.ª \| Katrine Aalerud \| Virtu Cycling Women \| + 10 s \| \| \| 9.ª \| Cristina Martínez \| Bizkaia-Durango \| + 17 s \| \| \| 10.ª \| Shara Marche \| FDJ-Nouvelle Aquitaine-Futuroscope \| + 17 s \| \| |                      |                                    |                 |
| |                      |                                    |                 |
| |                      |                                    |                 |
| Clasificación de la etapa |                      |                                    |                 |
| Ciclista | Ciclista             | Equipo                             | Tiempo          |
| 1.ª | Amanda Spratt        | Mitchelton-Scott                   | 2 h 59 min 24 s |
| 2.ª | Soraya Paladin       | Alé Cipollini                      | + 0 s           |
| 3.ª | Mavi García          | Movistar Team                      | + 0 s           |
| 4.ª | Amy Pieters          | Boels Dolmans                      | + 3 s           |
| 5.ª | Elisa Longo Borghini | Trek-Segafredo                     | + 8 s           |
| 6.ª | Annemiek van Vleuten | Mitchelton-Scott                   | + 8 s           |
| 7.ª | Rachel Neylan        | Virtu Cycling Women                | + 10 s          |
| 8.ª | Katrine Aalerud      | Virtu Cycling Women                | + 10 s          |
| 9.ª | Cristina Martínez    | Bizkaia-Durango                    | + 17 s          |
| 10.ª | Shara Marche         | FDJ-Nouvelle Aquitaine-Futuroscope | + 17 s          |

| \| Clasificación general \| Clasificación general \| Clasificación general \| Clasificación general \| Clasificación general \| \| Ciclista \| Ciclista \| Equipo \| Tiempo \| \| \| --------------------- \| --------------------- \| --------------------- \| --------------------- \| --------------------- \| \| 1.ª \| Amanda Spratt \| Mitchelton-Scott \| 5 h 32 min 26 s \| \| \| 2.ª \| Soraya Paladin \| Alé Cipollini \| + 12 s \| \| \| 3.ª \| Mavi García \| Movistar Team \| + 12 s \| \| \| 4.ª \| Amy Pieters \| Boels Dolmans \| + 21 s \| \| \| 5.ª \| Annemiek van Vleuten \| Mitchelton-Scott \| + 21 s \| \| \| 6.ª \| Elisa Longo Borghini \| Trek-Segafredo \| + 25 s \| \| \| 7.ª \| Rachel Neylan \| Virtu Cycling Women \| + 28 s \| \| \| 8.ª \| Katrine Aalerud \| Virtu Cycling Women \| + 28 s \| \| \| 9.ª \| Sheyla Gutiérrez \| Movistar Team \| + 35 s \| \| \| 10.ª \| Ane Santesteban \| WNT-Rotor Pro Cycling \| + 35 s \| \| |                      |                       |                 |
| |                      |                       |                 |
| |                      |                       |                 |
| Clasificación general |                      |                       |                 |
| Ciclista | Ciclista             | Equipo                | Tiempo          |
| 1.ª | Amanda Spratt        | Mitchelton-Scott      | 5 h 32 min 26 s |
| 2.ª | Soraya Paladin       | Alé Cipollini         | + 12 s          |
| 3.ª | Mavi García          | Movistar Team         | + 12 s          |
| 4.ª | Amy Pieters          | Boels Dolmans         | + 21 s          |
| 5.ª | Annemiek van Vleuten | Mitchelton-Scott      | + 21 s          |
| 6.ª | Elisa Longo Borghini | Trek-Segafredo        | + 25 s          |
| 7.ª | Rachel Neylan        | Virtu Cycling Women   | + 28 s          |
| 8.ª | Katrine Aalerud      | Virtu Cycling Women   | + 28 s          |
| 9.ª | Sheyla Gutiérrez     | Movistar Team         | + 35 s          |
| 10.ª | Ane Santesteban      | WNT-Rotor Pro Cycling | + 35 s          |

### 3.ª etapa
| Amézaga de Zuya - San Vicente de Arana | etapa de montaña | (97,6 km) |

| \| Clasificación de la etapa \| Clasificación de la etapa \| Clasificación de la etapa \| Clasificación de la etapa \| Clasificación de la etapa \| \| Ciclista \| Ciclista \| Equipo \| Tiempo \| \| \| ------------------------- \| ------------------------- \| ------------------------- \| ------------------------- \| ------------------------- \| \| 1.ª \| Tayler Wiles \| Trek-Segafredo \| 2 h 37 min 43 s \| \| \| 2.ª \| Elisa Longo Borghini \| Trek-Segafredo \| + 21 s \| \| \| 3.ª \| Soraya Paladin \| Alé Cipollini \| + 25 s \| \| \| 4.ª \| Annemiek van Vleuten \| Mitchelton-Scott \| + 25 s \| \| \| 5.ª \| Amanda Spratt \| Mitchelton-Scott \| + 31 s \| \| \| 6.ª \| Katrine Aalerud \| Virtu Cycling Women \| + 43 s \| \| \| 7.ª \| Mavi García \| Movistar Team \| + 50 s \| \| \| 8.ª \| Elise Chabbey \| Bigla \| + 58 s \| \| \| 9.ª \| Ane Santesteban \| WNT-Rotor Pro Cycling \| + 58 s \| \| \| 10.ª \| Eider Merino \| Movistar Team \| + 58 s \| \| |                      |                       |                 |
| |                      |                       |                 |
| |                      |                       |                 |
| Clasificación de la etapa |                      |                       |                 |
| Ciclista | Ciclista             | Equipo                | Tiempo          |
| 1.ª | Tayler Wiles         | Trek-Segafredo        | 2 h 37 min 43 s |
| 2.ª | Elisa Longo Borghini | Trek-Segafredo        | + 21 s          |
| 3.ª | Soraya Paladin       | Alé Cipollini         | + 25 s          |
| 4.ª | Annemiek van Vleuten | Mitchelton-Scott      | + 25 s          |
| 5.ª | Amanda Spratt        | Mitchelton-Scott      | + 31 s          |
| 6.ª | Katrine Aalerud      | Virtu Cycling Women   | + 43 s          |
| 7.ª | Mavi García          | Movistar Team         | + 50 s          |
| 8.ª | Elise Chabbey        | Bigla                 | + 58 s          |
| 9.ª | Ane Santesteban      | WNT-Rotor Pro Cycling | + 58 s          |
| 10.ª | Eider Merino         | Movistar Team         | + 58 s          |

| \| Clasificación general \| Clasificación general \| Clasificación general \| Clasificación general \| Clasificación general \| \| Ciclista \| Ciclista \| Equipo \| Tiempo \| \| \| --------------------- \| --------------------- \| --------------------- \| --------------------- \| --------------------- \| \| 1.ª \| Amanda Spratt \| Mitchelton-Scott \| 8 h 10 min 37 s \| \| \| 2.ª \| Soraya Paladin \| Alé Cipollini \| + 5 s \| \| \| 3.ª \| Elisa Longo Borghini \| Trek-Segafredo \| + 12 s \| \| \| 4.ª \| Tayler Wiles \| Trek-Segafredo \| + 16 s \| \| \| 5.ª \| Annemiek van Vleuten \| Mitchelton-Scott \| + 18 s \| \| \| 6.ª \| Mavi García \| Movistar Team \| + 32 s \| \| \| 7.ª \| Katrine Aalerud \| Virtu Cycling Women \| + 43 s \| \| \| 8.ª \| Amy Pieters \| Boels Dolmans \| + 1 min 03 s \| \| \| 9.ª \| Ane Santesteban \| WNT-Rotor Pro Cycling \| + 1 min 05 s \| \| \| 10.ª \| Eider Merino \| Movistar Team \| + 1 min 05 s \| \| |                      |                       |                 |
| |                      |                       |                 |
| |                      |                       |                 |
| Clasificación general |                      |                       |                 |
| Ciclista | Ciclista             | Equipo                | Tiempo          |
| 1.ª | Amanda Spratt        | Mitchelton-Scott      | 8 h 10 min 37 s |
| 2.ª | Soraya Paladin       | Alé Cipollini         | + 5 s           |
| 3.ª | Elisa Longo Borghini | Trek-Segafredo        | + 12 s          |
| 4.ª | Tayler Wiles         | Trek-Segafredo        | + 16 s          |
| 5.ª | Annemiek van Vleuten | Mitchelton-Scott      | + 18 s          |
| 6.ª | Mavi García          | Movistar Team         | + 32 s          |
| 7.ª | Katrine Aalerud      | Virtu Cycling Women   | + 43 s          |
| 8.ª | Amy Pieters          | Boels Dolmans         | + 1 min 03 s    |
| 9.ª | Ane Santesteban      | WNT-Rotor Pro Cycling | + 1 min 05 s    |
| 10.ª | Eider Merino         | Movistar Team         | + 1 min 05 s    |

### 4.ª etapa
| Oñate - Oñate | etapa de montaña | (155,8 km) |

| \| Clasificación de la etapa \| Clasificación de la etapa \| Clasificación de la etapa \| Clasificación de la etapa \| Clasificación de la etapa \| \| Ciclista \| Ciclista \| Equipo \| Tiempo \| \| \| ------------------------- \| ------------------------- \| ---------------------------------- \| ------------------------- \| ------------------------- \| \| 1.ª \| Elisa Longo Borghini \| Trek-Segafredo \| 4 h 11 min 02 s \| \| \| 2.ª \| Christine Majerus \| Boels Dolmans \| + 4 s \| \| \| 3.ª \| Tayler Wiles \| Trek-Segafredo \| + 4 s \| \| \| 4.ª \| Sheyla Gutiérrez \| Movistar Team \| + 4 s \| \| \| 5.ª \| Amanda Spratt \| Mitchelton-Scott \| + 4 s \| \| \| 6.ª \| Soraya Paladin \| Alé Cipollini \| + 4 s \| \| \| 7.ª \| Ane Santesteban \| WNT-Rotor Pro Cycling \| + 4 s \| \| \| 8.ª \| Victorie Guilman \| FDJ-Nouvelle Aquitaine-Futuroscope \| + 4 s \| \| \| 9.ª \| Mavi García \| Movistar Team \| + 4 s \| \| \| 10.ª \| Katrine Aalerud \| Virtu Cycling Women \| + 4 s \| \| |                      |                                    |                 |
| |                      |                                    |                 |
| |                      |                                    |                 |
| Clasificación de la etapa |                      |                                    |                 |
| Ciclista | Ciclista             | Equipo                             | Tiempo          |
| 1.ª | Elisa Longo Borghini | Trek-Segafredo                     | 4 h 11 min 02 s |
| 2.ª | Christine Majerus    | Boels Dolmans                      | + 4 s           |
| 3.ª | Tayler Wiles         | Trek-Segafredo                     | + 4 s           |
| 4.ª | Sheyla Gutiérrez     | Movistar Team                      | + 4 s           |
| 5.ª | Amanda Spratt        | Mitchelton-Scott                   | + 4 s           |
| 6.ª | Soraya Paladin       | Alé Cipollini                      | + 4 s           |
| 7.ª | Ane Santesteban      | WNT-Rotor Pro Cycling              | + 4 s           |
| 8.ª | Victorie Guilman     | FDJ-Nouvelle Aquitaine-Futuroscope | + 4 s           |
| 9.ª | Mavi García          | Movistar Team                      | + 4 s           |
| 10.ª | Katrine Aalerud      | Virtu Cycling Women                | + 4 s           |

## Clasificaciones finales
Las clasificaciones finalizaron de la siguiente forma:

### Clasificación general
| \| Clasificación general \| Clasificación general \| Clasificación general \| Clasificación general \| Clasificación general \| \| Ciclista \| Ciclista \| Equipo \| Tiempo \| \| \| --------------------- \| --------------------- \| --------------------- \| --------------------- \| --------------------- \| \| 1.ª \| Elisa Longo Borghini \| Trek-Segafredo \| 12 h 21 min 41 s \| \| \| 2.ª \| Amanda Spratt \| Mitchelton-Scott \| + 2 s \| \| \| 3.ª \| Soraya Paladin \| Alé Cipollini \| + 7 s \| \| \| 4.ª \| Tayler Wiles \| Trek-Segafredo \| + 14 s \| \| \| 5.ª \| Mavi García \| Movistar Team \| + 34 s \| \| \| 6.ª \| Annemiek van Vleuten \| Mitchelton-Scott \| + 36 s \| \| \| 7.ª \| Katrine Aalerud \| Virtu Cycling Women \| + 45 s \| \| \| 8.ª \| Ane Santesteban \| WNT-Rotor Pro Cycling \| + 1 min 07 s \| \| \| 9.ª \| Eider Merino \| Movistar Team \| + 1 min 07 s \| \| \| 10.ª \| Cristina Martínez \| Bizkaia-Durango \| + 1 min 30 s \| \| |                      |                       |                  |
| |                      |                       |                  |
| |                      |                       |                  |
| Clasificación general |                      |                       |                  |
| Ciclista | Ciclista             | Equipo                | Tiempo           |
| 1.ª | Elisa Longo Borghini | Trek-Segafredo        | 12 h 21 min 41 s |
| 2.ª | Amanda Spratt        | Mitchelton-Scott      | + 2 s            |
| 3.ª | Soraya Paladin       | Alé Cipollini         | + 7 s            |
| 4.ª | Tayler Wiles         | Trek-Segafredo        | + 14 s           |
| 5.ª | Mavi García          | Movistar Team         | + 34 s           |
| 6.ª | Annemiek van Vleuten | Mitchelton-Scott      | + 36 s           |
| 7.ª | Katrine Aalerud      | Virtu Cycling Women   | + 45 s           |
| 8.ª | Ane Santesteban      | WNT-Rotor Pro Cycling | + 1 min 07 s     |
| 9.ª | Eider Merino         | Movistar Team         | + 1 min 07 s     |
| 10.ª | Cristina Martínez    | Bizkaia-Durango       | + 1 min 30 s     |

### Clasificación por puntos
| Clasificación por puntos | Clasificación por puntos | Clasificación por puntos | Clasificación por puntos | Clasificación por puntos |
| Ciclista                 | Ciclista                 | Equipo                   | Puntos                   |                          |
| ------------------------ | ------------------------ | ------------------------ | ------------------------ | ------------------------ |
| 1.ª                      | Elisa Longo Borghini     | Trek-Segafredo           | 65 pts                   |                          |
| 2.ª                      | Amanda Spratt            | Mitchelton-Scott         | 52 pts                   |                          |
| 3.ª                      | Soraya Paladin           | Alé Cipollini            | 46 pts                   |                          |
| 4.ª                      | Sheyla Gutiérrez         | Movistar Team            | 44 pts                   |                          |
| 5.ª                      | Tayler Wiles             | Trek-Segafredo           | 41 pts                   |                          |
| 6.ª                      | Mavi García              | Movistar Team            | 32 pts                   |                          |
| 7.ª                      | Annemiek van Vleuten     | Mitchelton-Scott         | 26 pts                   |                          |
| 8.ª                      | Jolien D'Hoore           | Boels Dolmans            | 25 pts                   |                          |
| 9.ª                      | Katrine Aalerud          | Virtu Cycling Women      | 24 pts                   |                          |
| 10.ª                     | Christine Majerus        | Boels Dolmans            | 22 pts                   |                          |

### Clasificación de la montaña
| Clasificación de la montaña | Clasificación de la montaña | Clasificación de la montaña | Clasificación de la montaña | Clasificación de la montaña |
| Ciclista                    | Ciclista                    | Equipo                      | Puntos                      |                             |
| --------------------------- | --------------------------- | --------------------------- | --------------------------- | --------------------------- |
| 1.ª                         | Elisa Longo Borghini        | Trek-Segafredo              | 32 pts                      |                             |
| 2.ª                         | Tayler Wiles                | Trek-Segafredo              | 16 pts                      |                             |
| 3.ª                         | Annemiek van Vleuten        | Mitchelton-Scott            | 13 pts                      |                             |
| 4.ª                         | Małgorzata Jasińska         | Movistar Team               | 11 pts                      |                             |
| 5.ª                         | Sophie Wright               | Bigla                       | 11 pts                      |                             |
| 6.ª                         | Anna Plichta                | Trek-Segafredo              | 10 pts                      |                             |
| 7.ª                         | Amanda Spratt               | Mitchelton-Scott            | 9 pts                       |                             |
| 8.ª                         | Christine Majerus           | Boels Dolmans               | 6 pts                       |                             |
| 9.ª                         | Clara Koppenburg            | WNT-Rotor Pro Cycling       | 4 pts                       |                             |
| 10.ª                        | Sheyla Gutiérrez            | Movistar Team               | 4 pts                       |                             |

### Clasificación de las metas volantes
| Clasificación de las metas volantes | Clasificación de las metas volantes | Clasificación de las metas volantes | Clasificación de las metas volantes | Clasificación de las metas volantes |
| Ciclista                            | Ciclista                            | Equipo                              | Puntos                              |                                     |
| ----------------------------------- | ----------------------------------- | ----------------------------------- | ----------------------------------- | ----------------------------------- |
| 1.ª                                 | Tanja Erath                         | Canyon-SRAM Racing                  | 19 pts                              |                                     |
| 2.ª                                 | Sheyla Gutiérrez                    | Movistar Team                       | 11 pts                              |                                     |
| 3.ª                                 | Alena Amialiusik                    | Canyon-SRAM Racing                  | 8 pts                               |                                     |
| 4.ª                                 | Nicole Steigenga                    | Bepink                              | 5 pts                               |                                     |
| 5.ª                                 | Anna Plichta                        | Trek-Segafredo                      | 4 pts                               |                                     |
| 6.ª                                 | Lucy Kennedy                        | Mitchelton-Scott                    | 3 pts                               |                                     |
| 7.ª                                 | Nikola Nosková                      | Bigla                               | 1 pt                                |                                     |
| 8.ª                                 | Rotem Gafinovitz                    | Canyon-SRAM Racing                  | 1 pt                                |                                     |
| 9.ª                                 | Annemiek van Vleuten                | Mitchelton-Scott                    | 1 pt                                |                                     |
| 10.ª                                | Christine Majerus                   | Boels Dolmans                       | 1 pt                                |                                     |

### Clasificación por equipos
| Clasificación por equipos | Clasificación por equipos          | Clasificación por equipos | Clasificación por equipos |
| Equipo                    | Equipo                             | Tiempo                    |                           |
| ------------------------- | ---------------------------------- | ------------------------- | ------------------------- |
| 1.º                       | Movistar Team                      | 37 h 08 min 27 s          |                           |
| 2.º                       | Trek-Segafredo                     | + 24 s                    |                           |
| 3.º                       | Mitchelton-Scott                   | + 43 s                    |                           |
| 4.º                       | FDJ-Nouvelle Aquitaine-Futuroscope | + 8 min 35 s              |                           |
| 5.º                       | Canyon-SRAM Racing                 | + 9 min 19 s              |                           |
| 6.º                       | Boels Dolmans                      | + 11 min 33 s             |                           |
| 7.º                       | Alé Cipollini                      | + 11 min 40 s             |                           |
| 8.º                       | BTC City Ljubljana                 | + 14 min 48 s             |                           |
| 9.º                       | Virtu Cycling Women                | + 16 min 14 s             |                           |
| 10.º                      | Bizkaia-Durango                    | + 16 min 45 s             |                           |

## Evolución de las clasificaciones
| Etapa                   | Vencedora               | Clasificación general | Clasificación por puntos | Clasificación de la montaña | Clasificación de las metas volantes | Clasificación sub-23 | Clasificación de la mejor vasca | Clasificación por equipos |
| ----------------------- | ----------------------- | --------------------- | ------------------------ | --------------------------- | ----------------------------------- | -------------------- | ------------------------------- | ------------------------- |
| 1.ª                     | Jolien D'Hoore          | Jolien D'Hoore        | Jolien D'Hoore           | Elisa Longo Borghini        | Tanja Erath                         | Sandra Alonso        | Ane Santesteban                 | Mitchelton-Scott          |
| 2.ª                     | Amanda Spratt           | Amanda Spratt         | Amanda Spratt            | Elisa Longo Borghini        | Tanja Erath                         | Sofia Bertizzolo     | Ane Santesteban                 | Mitchelton-Scott          |
| 3.ª                     | Tayler Wiles            | Amanda Spratt         | Amanda Spratt            | Elisa Longo Borghini        | Tanja Erath                         | Évita Muzic          | Ane Santesteban                 | Trek-Segafredo            |
| 4.ª                     | Elisa Longo Borghini    | Elisa Longo Borghini  | Elisa Longo Borghini     | Elisa Longo Borghini        | Tanja Erath                         | Évita Muzic          | Ane Santesteban                 | Movistar                  |
| Clasificaciones finales | Clasificaciones finales | Elisa Longo Borghini  | Elisa Longo Borghini     | Elisa Longo Borghini        | Tanja Erath                         | Évita Muzic          | Ane Santesteban                 | Movistar                  |

## Ciclistas participantes y posiciones finales
Convenciones:
- AB-N: Abandono en la etapa "N"
- FLT-N: Retiro por llegada fuera del límite de tiempo en la etapa "N"
- NTS-N: No tomó la salida para la etapa "N"
- DES-N: Descalificado o expulsado en la etapa "N"

## UCI WorldTour Femenino
La Emakumeen Euskal Bira otorgó puntos para el UCI WorldTour Femenino 2019 y el UCI World Ranking Femenino, incluyendo a todas las corredoras de los equipos en las categorías UCI Team Femenino. Las siguientes tablas muestran el baremo de puntuación y las 10 corredoras que obtuvieron más puntos:
| Posición              | 1.ª | 2.ª | 3.ª | 4.ª | 5.ª | 6.ª | 7.ª | 8.ª | 9.ª | 10.ª | 11.ª | 12.ª | 13.ª | 14.ª | 15.ª | 16.ª-30.ª | 31.ª-40.ª |
| Clasificación general | 200 | 150 | 125 | 100 | 85  | 70  | 60  | 50  | 40  | 35   | 30   | 25   | 20   | 15   | 10   | 5         | 3         |
| Por etapa             | 25  | 20  | 18  | 16  | 14  | 12  | 10  | 8   | 6   | 4    |      |      |      |      |      |           |           |
| Líder                 | 5   |     |     |     |     |     |     |     |     |      |      |      |      |      |      |           |           |

| Clasificación |                      |                  |         |       |       |       |
| Posición      | Ciclista             | Equipo           | General | Etapa | Líder | Total |
| ------------- | -------------------- | ---------------- | ------- | ----- | ----- | ----- |
| 1.ª           | Elisa Longo Borghini | Trek-Segafredo   | 200     | 67    | -     | 267   |
| 2.ª           | Amanda Spratt        | Mitchelton-Scott | 150     | 53    | 10    | 213   |
| 3.ª           | Soraya Paladin       | Alé Cipollini    | 125     | 50    | -     | 175   |
| 4.ª           | Tayler Wiles         | Trek-Segafredo   | 100     | 43    | -     | 143   |
| 5.ª           | Mavi García          | Movistar         | 85      | 34    | -     | 119   |
| 6.ª           | Annemiek van Vleuten | Mitchelton-Scott | 70      | 28    | -     | 98    |
| 7.ª           | Katrine Aalerud      | Virtu            | 60      | 24    | -     | 84    |
| 8.ª           | Ane Santesteban      | WNT-Rotor        | 50      | 16    | -     | 66    |
| 9.ª           | Christine Majerus    | Boels-Dolmans    | 30      | 20    | -     | 50    |
| 10.ª          | Eider Merino         | Movistar         | 40      | 4     | -     | 44    |